# 裕溪河
裕溪河是安徽省中部的一条河流，是长江的支流之一，舊稱運漕河，古称濡须水，干流经过巢湖、含山、无为三个县市，全长68千米，是连接巢湖与长江的通江河道之一，也是长江到淮河的入口之一。

## 支流
- 抱書河
- 清溪河
- 林頭河
- 後河 （汊流）
- 黃雒河

## 历史
裕溪河两岸曾发现过旧石器时代的石器，而古濡须水是巢湖最早的通江河道，西汉时已形成，是一条人工运河，是中国最早出现的运河之一，明清时也是漕运要道，一度被称作运漕河。清朝末期，裕溪河口因芜湖米市的兴起而发展为一个集镇，1958年河口划归芜湖市管辖，并建起了中国第一座机械化内河港，现在属于芜湖市鸠江区。1960年在巢湖市西南的巢湖出口处建成了巢湖闸，1967年在裕溪河上游4千米处修建了裕溪河闸枢纽工程，保护了巢湖流域220万公顷低圩农田免受长江水患，也使得河道水深增加，能够常年通航。如今，北沿江高速公路穿过裕溪河干流，建有全长4,500米的裕溪河特大桥。商合杭高铁裕溪河特大桥於2020年6月28日開通，此座高铁桥为斜拉桥。亞父路裕溪河特大桥於2020年8月28日建成通车，爲雙塔斜拉橋。

## 地理
自巢湖闸下，裕溪河流域面积为4,333平方千米，其中山丘区2,148平方千米，平原圩区2,157平方千米，水面面积28平方千米，主河道呈东西流向，主要支流有西河、清溪河、黄陈河等，西河是其最大的支流。裕溪河的主航道为三级航道，航段则属合裕航道的下段，目前可以全年通航小型轮船。